# Incidens (epidemiologi)
Incidens, av latinets incidens, perfekt particip av incidere - infalla, är ett epidemiologiskt begrepp som anger antalet händelser i en viss population under en avgränsad tid. Händelserna är vanligen nya fall av en sjukdom men kan också vara symptom eller händelser vid en klinisk prövning. Ibland uttrycks incidensen som ett absolut tal (till exempel 500 nya fall av influensa i november), men för att kunna jämföra incidenser är det bättre att den beräknas som en proportion. Beroende på vilka data som finns kan man beräkna två slags incidens.
Kumulativ incidens eller risk anger andelen friska som insjuknar sedan en sjukdom eller epidemi bröt ut, eller en katastrof inleddes, fram till en specifik tidpunkt och anges vanligen som en proportion eller ett procenttal (till exempel 7 % av befolkningen fick influensa i fjol[källa behövs]).
Incidenstalet eller incidensraten anger antalet nya insjuknanden som uppträder per enhet persontid under en tidsperiod (till exempel 70 fall av influensa per 1 000 personer och år).  Incidenstalet anger egentligen hastigheten men uttrycks ibland som procenttal eller proportioner.
Med persontid menas den sammanlagda tid som varje person i studiegruppen riskerat att drabbas av egenskapen eller sjukdomen i fråga. Beräkning av persontid kan ske på flera sätt. Högst noggrannhet får man om man beräknar tiden individuellt för varje individ, men i många fall är man tvingad till skattningar, till exempel utifrån medelbefolkning i början och slutet av ett år.
För sjukdomar eller tillstånd som är kroniska, eller sjukdomar där personen efter tillfrisknandet erhåller immunitet, så minskar sålunda antalet personer under risk i studiepopulationen allt eftersom fler insjuknar. Detta kan ha betydelse för hur incidensen beräknas i de fall då antalet insjuknade är rimligt stort i förhållande till studiepopulationen.

## Exempel
Under 2007 diagnostiserades 243 nya fall av hypertoni i en stad, som hade 12 730 invånare vid årets början och 11 060 vid årets slut.
Incidenstalet beräknas: 243/(1*(12 730+11 060)/2) = 0,020, vilket ger 20 fall per 1 000 invånare och år.
Under Covid-19-pandemin användes i flera länder incidensen beräknad som bekräftade fall per 100 000 invånare under två veckor.
Om man i stället vill beräkna den kumulativa incidensen (den ackumulerade incidensen sedan sjukdomen utbröt) är den 243/12 730 = 0,019, det vill säga 1,9 %. Detta förutsätter att alla insjuknanden skedde enbart bland de 12 730.